# NGC 7015
NGC 7015 é uma galáxia espiral (Sbc) localizada na direcção da constelação de Equuleus. Possui uma declinação de +11° 24' 49" e uma ascensão recta de 21 horas, 05 minutos e 37,3 segundos.
A galáxia NGC 7015 foi descoberta em 29 de Setembro de 1878 por Édouard Jean-Marie Stephan.